# Joseph Martinez
Josef Martinez (31 de março de 1878 – 31 de maio de 1946) foi um ginasta francês que competiu em provas de ginástica artística. Martinez foi o primeiro campeão do individual geral da história dos campeonatos mundiais de ginástica artística em 1903, bem como o primeiro campeão da nação. Disputou três edições do mundial conquistando sete medalhas de ouro e uma de prata.